# Spočetná množina
Spočetná množina je matematický pojem z teorie množin, označující množinu, kterou lze vzájemně jednoznačně (tzv. bijektivně) zobrazit na některou podmnožinu množiny přirozených čísel.

## Úvodní přiblížení
Zjednodušeně lze říci, že přívlastek spočetná o množině konstatuje, že „její prvky lze spočítat“. Spočítáním se zde rozumí očíslování prvků přirozenými čísly.
Podle toho, zda k očíslování postačuje, či nepostačuje konečný počet přirozených čísel, se spočetné množiny klasifikují jako konečné a nekonečné. V případě konečných spočetných množin se používá formulace, že v očíslování existuje nejvyšší přirozené číslo.

## Příklad — množina celých čísel je spočetná
I když by se mohlo zdát, že celých čísel je více než přirozených (dalo by se říci „dvakrát více“), pojem spočetnosti toto zdání nereflektuje. Celá čísla přirozenými čísly očíslovat lze, např. následujícím způsobem:
- Celá čísla se seřadí — primárně vzestupně podle absolutní hodnoty, sekundárně vzestupně podle velikosti.
- Dle předchozího bodu seřazená množina se očísluje přirozenými čísly tak, jak po sobě tyto ve vzestupném pořadí následují:
  - {\displaystyle 0} bude mít číslo {\displaystyle 0};
  - {\displaystyle -1} bude mít číslo {\displaystyle 1};
  - {\displaystyle 1} bude mít číslo {\displaystyle 2};
  - {\displaystyle -2} bude mít číslo {\displaystyle 3};
  - {\displaystyle 2} bude mít číslo {\displaystyle 4};
  - {\displaystyle -3} bude mít číslo {\displaystyle 5};
  - {\displaystyle 3} bude mít číslo {\displaystyle 6};

Výše naznačené očíslování se považuje za důkaz spočetnosti množiny celých čísel. Říká se, že předvedeným způsobem se podaří očíslovat všechna celá čísla.
Další důkaz spočetnosti nekonečné množiny se nachází v článku Nespočetná množina.

## Spočetné a nespočetné nekonečné množiny
Nabízí se otázka, zda vůbec existují jiné než spočetné množiny. V běžně používaných modelech teorie množin, kupř. Zermelově-Fraenkelově teorii množin, je odpověď kladná — existují. Takové množiny se nazývají nespočetné množiny a jejich příklady jsou množina reálných čísel nebo množina všech podmnožin množiny přirozených čísel.
Důkaz nespočetnosti množiny reálných čísel naleznete v článku Cantorova diagonální metoda.
Z Cantorovy věty dokonce vyplývá, že ke každé (tedy i nespočetné) množině existuje množina s větší mohutností — tedy ještě mnohem „nespočetnější“ množina než množina, k níž je tato množina dohledávána. V tomto smyslu — ve smyslu nekonečnosti — lze spočetné množiny považovat za pouhou vstupní bránu do světa mnohem větších nespočetných množin.

## Lze dokázat
- že kartézský součin dvou spočetných množin je spočetná množina;
- že konečné sjednocení spočetných množin je spočetná množina;
- že reálná čísla {\displaystyle \mathbb {R} } nejsou spočetná (vizte Cantorovu diagonální metodu).

## Příklady spočetných množin
- Algebraická čísla
- Celá čísla ({\displaystyle \mathbb {Z} })
- Přirozená čísla ({\displaystyle \mathbb {N} })
- Racionální čísla ({\displaystyle \mathbb {Q} })